# Fórmula Renault 2.0 Suiza
El Campeonato Medio Europeo Formula Renault 2.0 en 2010, anteriormente conocido como Fórmula Renault 2.0 Suiza fue un campeonato de Fórmula Renault creado en 2002. La serie es propiedad de Renault Suiza. Ya que no existen autódromos en Suiza, la categoría disputa las carreras en circuitos de países cercanos, tales como Alemania, Austria, Bélgica, Francia, Italia y Países Bajos.
En 2011 se evoluciona creando la Fórmula Renault 2.0 Alpes. 

## Circuitos
| - Dijon (?-2009) - Nürburgring (?-2009) - Spa (?-2009) - Le Mans (?-2009) - Magny Cours (?-2009) - Monza (?-2009) - Most (?-2008) - Varano (?-2007) - Salzburgring (?-2007) |

## Campeones
| Año                                              | Piloto                     | Escudería                  |
| Renault Speed Trophy F2000                       | Renault Speed Trophy F2000 | Renault Speed Trophy F2000 |
| ------------------------------------------------ | -------------------------- | -------------------------- |
| 2002                                             | Thomas Conrad              | ??                         |
| 2003                                             | Manuel Benz                | ??                         |
| 2004                                             | Nicolas Maulini            | Iris Racing                |
| Fórmula Renault 2.0 Suiza                        |                            |                            |
| 2005                                             | Ralph Meichtry             | Race Performance           |
| 2006                                             | Jonathan Hirschi           | Chevrons Racing            |
| 2007                                             | Adam Kout                  | Jenzer Motorsport          |
| 2008                                             | Christopher Zanella        | Jenzer Motorsport          |
| 2009                                             | Nico Müller                | Jenzer Motorsport          |
| Formula Renault 2.0 Campeonato de Europa Central |                            |                            |
| 2010                                             | Zoël Amberg                | Jenzer Motorsport          |

- Datos: Q14034222